# Bečkov
Bečkov (deutsch Potschendorf) ist eine Ansiedlung der Gemeinde Bernartice in Tschechien. Es liegt elf Kilometer nordöstlich von Trutnov und sieben Kilometer südöstlich von Žacléř und gehört zum Okres Trutnov.

## Geographie
Bečkov befindet liegt im Rabengebirge und wird über eine Stichstraße von Bernartice aus erreicht, die in Bečkov endet.
Nachbarorte sind Petříkovice (Petersdorf) und Bezděkov (Bösig) im Süden, Rybníček (Teichwasser) und Zlatá Olešnice (Goldenöls) im Südwesten, Křenov (Krinsdorf) im Westen, sowie Žacléř (Schatzlar) und Lampertice (Lampersdorf) im Nordwesten. Jenseits der Grenze zu Polen, das über den Grenzübergang Královec–Lubawka erreicht wird, liegen Błażejów (Blasdorf, 1935–1945 Tannengrund) im Nordosten, Uniemyśl (Berthelsdorf) im Osten und Okrzeszyn (Albendorf) im Südosten.

## Geschichte
Bečkov wurde erstmals urkundlich 1361 als Poczndorf erwähnt. Weitere Schreibweisen waren 1541 Betzkow, 1544 Boczkhendorf, 1564 Potschendorf. 1621 wurde es auch als Patzendorf bezeichnet. Es gehörte als Stiftsdorf zum schlesischen Zisterzienserkloster Grüssau und wurde von diesem während der Amtszeit des Grüssauer Abtes Kaspar Albert (1578–1611) zusammen mit den drei weiteren in Böhmen gelegenen Stiftsdörfern Bernsdorf, Königshan und Lampersdorf an die Herrschaft Schatzlar verkauft. Zusammen mit der Herrschaft Schatzlar gelangten Potschendorf sowie die drei schon genannten Stiftsdörfer 1599 an die Herrschaft Trautenau. Diese verkaufte Potschendorf sowie Bernsdorf, Königshan  und Lampersdorf wiederum an das Kloster Grüssau. Kaiser Rudolph II. bestätigte den Kaufvertrag mit der Auflage, das diese Dorfschaften auch weiterhin bei Böhmen verbleiben sollen. 1617 verpachteten Abt und Konvent Potschendorf zusammen mit den drei schon genannten Stiftsdörfern zu einem jährlichen Zins von 1000 Talern an Heinrich Kapler in Liebau. Doch die Bewohner dieser Dörfer wollten weiterhin beim Stift Grüssau verbleiben. Vermutlich deshalb wurden Potschendorf sowie Bernsdorf, Königshan und Lampersdorf von den Aufständischen 1619 konfisziert. Nach der Schlacht am Weißen Berge wurden die früheren Stiftsdörfer wiederum dem Kloster Grüssau übergeben. Unter Abt Georg II. gelangte Bernsdorf 1622 an Jan Rudolf Trčka von Lípa, Erbherr auf Schatzlar. Dessen Güter wurden nach seinem Tod 1636 vom Kaiser Leopold I. konfisziert. Die Herrschaft Schatzlar, mit der Lampersdorf verbunden blieb, schenkte der Kaiser 1636 den Jesuiten von St. Anna in Wien. Als Entschädigung für die vier böhmischen Stiftsdörfer gewährte der Kaiser dem Stift Grüssau 9.000 Floren.  
Seit 1785 verfügte Potschendorf über eine Schule, 1861 entstand ein neues Schulgebäude. Nach der Aufhebung der Patrimonialherrschaften gehörte Potschendorf ab 1850 zum Gerichtsbezirk Schatzlar bzw. zum Bezirk Trautenau. Um das Jahr 1900 bestand Potschendorf aus 30 Häusern, einer Mühle, einem Kalksteinbruch (Bischof & Lindner), zwei Kapellen, einer Schule, einem Zollamt und drei Gasthäusern. Die Zahl der Schulkinder betrug 90.
Infolge des Münchner Abkommens wurde Potschendorf 1938 dem Deutschen Reich angeschlossen und gehörte bis 1945 zum Landkreis Trautenau. Nach dem Zweiten Weltkrieg wurden die deutschen Bewohner vertrieben.